# Fives
Cet article concerne un quartier de Lille. Pour les autres significations, voir Fives (homonymie).
Fives est un quartier de Lille ainsi que le nom de l'ancienne commune indépendante du département du Nord rattachée à Lille lors de l'agrandissement de 1858 et correspondant aux quartiers actuels de Fives et de Saint-Maurice Pellevoisin.
C'est aujourd'hui un quartier populaire de l'est de Lille comptant environ 19 000 habitants. Faubourg industriel qui a donné son nom à une entreprise, Fives a perdu de nombreux emplois avec la fermeture de ses usines et peine à se reconvertir. Mais il attire de plus en plus les classes moyennes en raison de la présence de maisons avec jardin à prix raisonnable pour la métropole lilloise. Une ligne de métro traverse le quartier, qui reste essentiellement résidentiel.

## Toponymie
Selon Hippolyte-Romain-Joseph Duthillœul, l'étymologie de Fives serait « fif », signifiant « cinq » et de « es », signifiant « eau, fontaine ou source ».
Une autre hypothèse citée par le Canard de Fives, journal d'histoire locale propose que le nom de Fives dériverait du latin "Finis" signifiant "limite" puisque Fives était un village à l'entrée de Lille, d'ailleurs un lieu-dit s'appelle l'"Octroi".

## Héraldique
| Blason de Fives | Les armes de Fives se blasonnent ainsi :"D'azur semé de fleurs de lis d'or, et un buste de saint Nicaise au naturel, mitré d'argent, brochant sur le tout". |

## Historique

### Avant laRévolution française

#### Le prieuré Saint-Martin et la paroisse de Fives

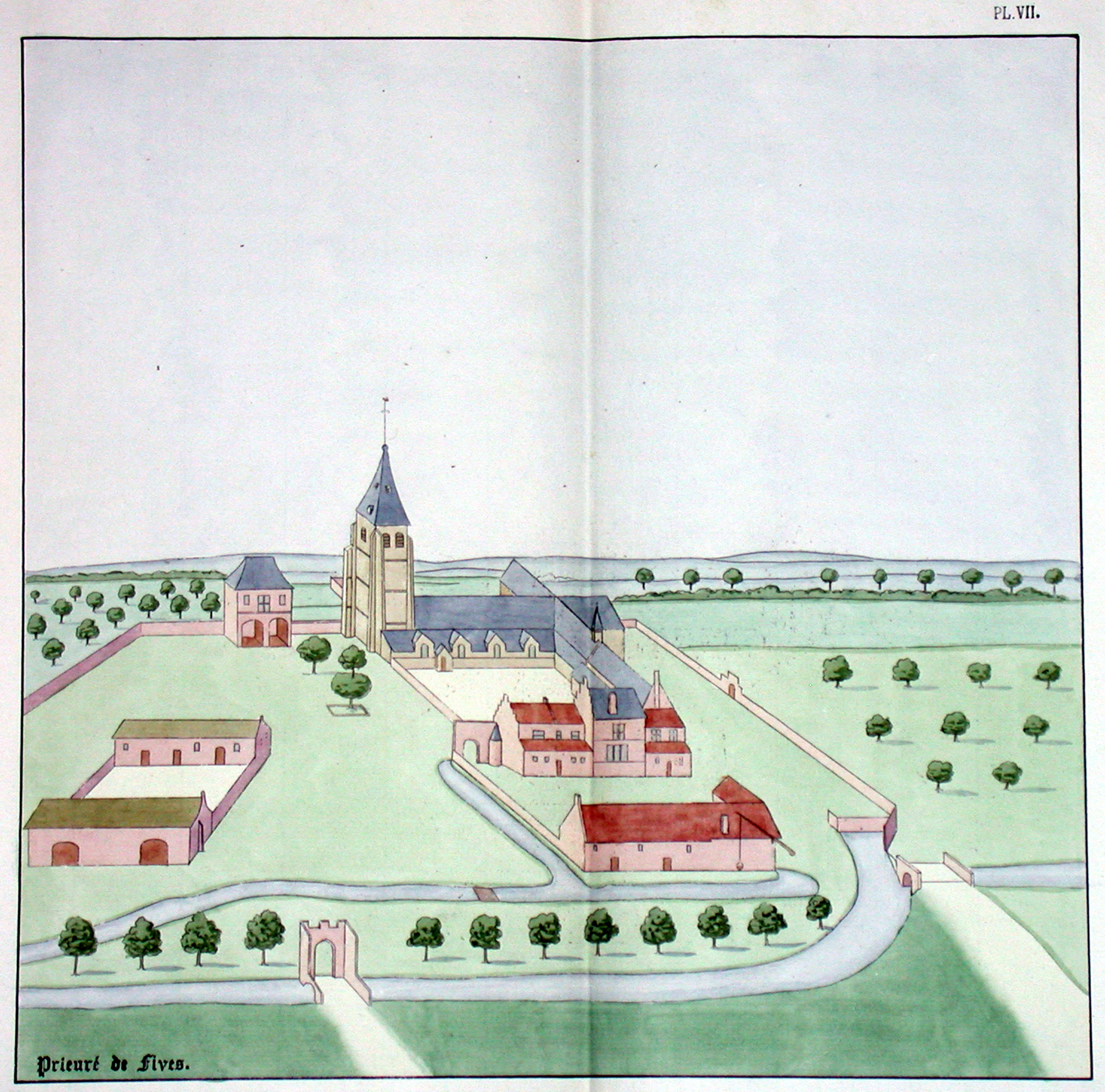
Le Prieuré clunisien de Fives au XVIIe siècle;

En 1066, Fives faisait partie de la paroisse de Faches, située dans la châtellenie de Lille. En 1104, Hermann, chanoine de Lille, fit don des paroisses de Fives et de Faches à l'Abbaye Sainte-Nicaise de Reims, qui envoya à Fives des religieux pour l'établissement d'un petit prieuré : 5 ou 6 moines en 1160, 2 en 1768.
En 1655, la paroisse de Fives, qui dépendait jusqu'alors de Fâches, est fondée. En 1670, le prieuré adhère à la congrégation de Saint-Maur, en 1694, il devient la propriété des chanoines de la Sainte-Chapelle de Paris. Dépendant de l'Abbaye Sainte-Nicaise de Reims jusqu'en 1771, il ferme à la Révolution, puis, est démoli en 1792, après le siège de Lille, ainsi que l'ensemble des constructions avoisinantes, notamment le château de la Phalecque, pour faire place à une zone non aedificandi.
Ce prieuré dont la place, à côté de l’église de Notre Dame de Fives, porte le souvenir était situé près de la source du Becquerel.

#### La source du Becquerel
Celle-ci était alimentée par une nappe souterraine dans les roches calcaires du sous-sol de Lezennes formant un étang qui se déversait dans plusieurs ruisseaux se regroupant en un cours unique en entrant dans la ville de Lille par les fortifications à proximité de l’actuelle gare de Lille-Flandres. Cette zone marécageuse était parcourue par de petits sentiers comportant des dos d’ânes, les dondaines en patois ce qui pourrait être l'étymologie des Dondaines, terrain vague après son assèchement, longtemps occupé par un bidonville, actuellement parc des Dondaines. Le Becquerel était également nommé Chaude Rivière car ses eaux gelaient très rarement. En 1285, les échevins de Lille achètent au seigneur du Breucq la source pour alimenter la ville en eau potable par des conduites, les buisses qui permettent d'établir 8 fontaines publiques. Les rues du Becquerel et de la Chaude Rivière portent le souvenir de cette rivière recouverte en 1894, la place et la rue des Buisses près de la gare de Lille-Flandres celui de cette précoce adduction d'eau urbaine.

#### Fives face aux guerres
Fives est incendiée par les Français en 1485, 1491 et 1498. En 1579, les « Gueux », partisans de l'indépendance des Pays-Bas pillent Fives.

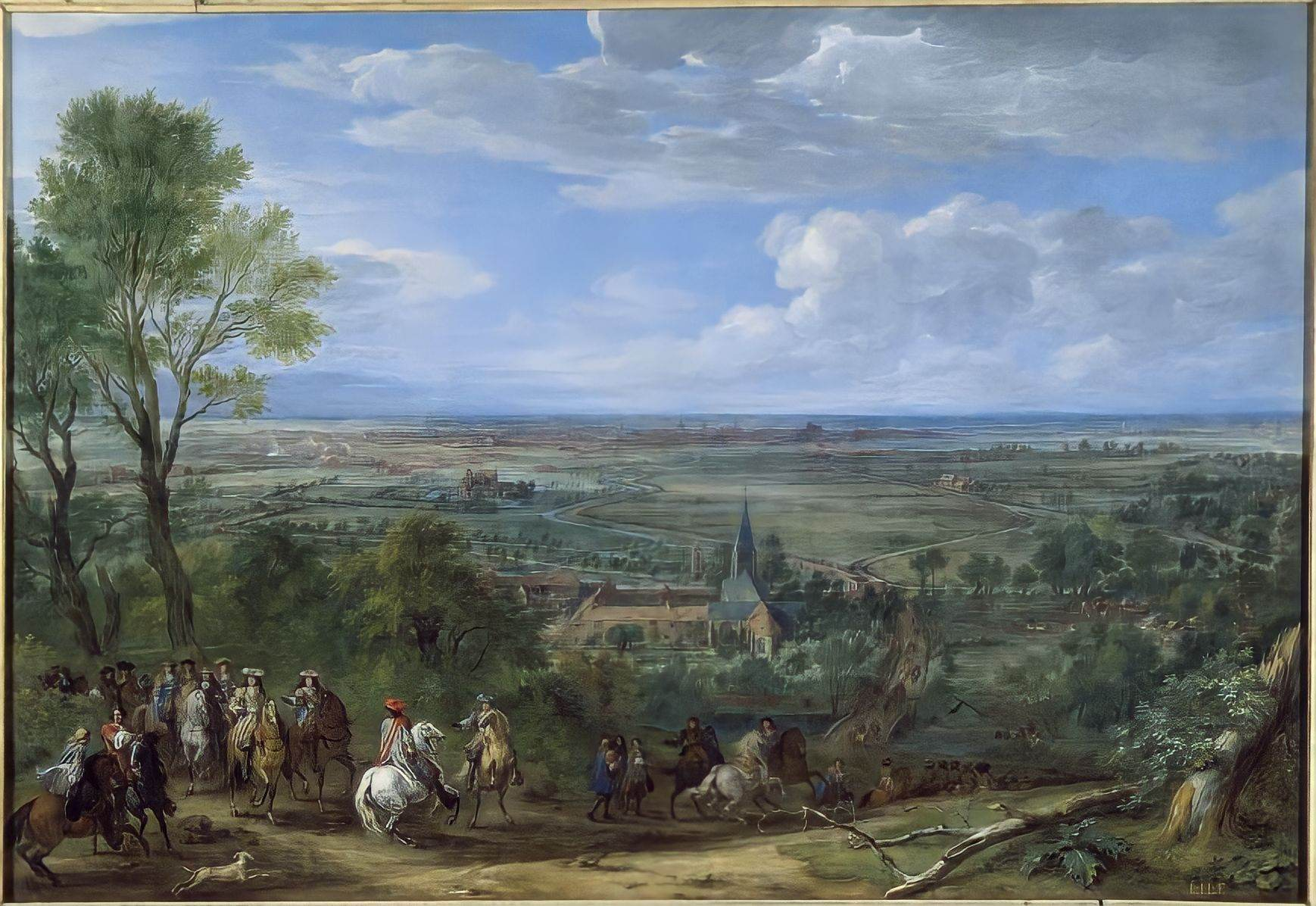
Louis XIV à Fives au siège de Lille

Pendant le siège de Lille de 1667, Louis XIV s'installe quelques jours en août à Fives dans une ferme qui a ensuite porté son nom aujourd'hui rue de Lannoy avant d'entrer dans la ville par la porte des Malades (future porte de Paris de Lille).
Les aménagements de Vauban, redoute de la Pâté, nommée ensuite fort Sainte-Agnés, détruit pour le passage de la ligne du TGV, créent une zone inondable entre le Prieuré (approximativement à l'emplacement de l'actuelle rue de Bouvines) et l'enceinte de Lille autour de la porte de Tournai.
À l'ouest de Fives près de l'actuel Euralille, le château de la Phalecque était une demeure fortifiée puis une résidence de plaisance détruite lors du siège de Lille de 1792 qui a fait l'objet en 2017 à 2019 de fouilles archéologiques.

#### Seigneurs de Fives
Avant la Révolution française, Fives est le siège d'une seigneurie. À partir du XVIIe siècle, elle est aux mains d'une dynastie de bourgeois de Lille.
- Romain Noiret (1637-1691), fils de Charles Noiret, bourgeois de Lille, et de Catherine Lestienne, est seigneur de Fives. Né à Lille en novembre 1637 (baptisé le 21 novembre 1637), il devient bourgeois de Lille le 22 octobre 1658, et meurt le 9 mars 1691. Il épouse à Lille le 14 septembre 1658 Marie Marguerite Wattepatte (1639-1716). Les deux sont enterrés dans la chapelle du nom de Jésus dans l'église Saint-Étienne de Lille, comme l'ont été les parents de Romain Noiret. Ils ont eu cinq enfants dont :
  1. Catherine Antoinette Noiret (1662-1697), épouse à Lille le 29 octobre 1691 Hermenegilde Gilles Carpentier, fils de Philippe et de Claire de Bailliencourt dit Courcol, né à Hantay, bourgeois de Lille le 4 mars 1689, avocat au Parlement de Flandres, conseiller pensionnaire (conseiller juridique) de Lille.
  2. François Romain Noiret qui suit[7].
- François Romain Noiret (1666-avant 1732), fils de Romain Noiret, seigneur de Fives, nait à Lille en juillet 1666 (baptisé le 6 juillet 1666), licencié es-droit, bourgeois de Lille le 5 octobre 1693, marguillier de l'église Saint-Étienne, conseiller dépositaire de la ville. Il meurt avant 1732. Il prend pour femme à Lille le 2 août 1693 Marie Catherine Michelle Prouvost (1677-1737), née à Lille en juillet 1677 (baptisée le 11 juillet 1677) et y décédée le 4 décembre 1732[8]. Ils ont eu huit enfants dont :
  1. Nicolas Romain Noiret qui suit.
  2. Michelle Joseph Noiret, dame de Bourgogne, nait à Lillle en août 1700 (baptisée le 2 août 1700). Elle se marie à Lille le 31 août 1721 avec Jean Baptiste Gabriel de Decker (1692-1734), fils de Jean Baptiste et de Michelle de Surmont. Né à Menin, il est chevalier, seigneur d'Oost-Werschaere, bourgeois de Lille le 11 mars 1720, conseiller pensionnaire de Menin le 1er avril 1721, maître des requêtes ordinaire au Grand conseil de Malines, puis avocat fiscal à ce siège en 1725. Il est nommé membre du conseil privé du roi d'Espagne à Bruxelles en 1730. Il meurt à Bruxelles le 27 janvier 1734, âgé de 42 ans, étant remarié à N. Voorspel de Malines.
- Nicolas Romain Noiret (1694-1737), fils de François Romain Noiret, est seigneur de Fives. Il nait à Lille en mai 1694 (baptisé le 14 mai 1694), bourgeois de Lille le 6 mars 1724, conseiller du roi dépositaire de cette ville, meurt à Lille le 1er janvier 1737. Il prend pour femme à Lille le 20 février 1724 Marie Élisabeth Thérèse Libert, fille de François, écuyer, et d'Élisabeth Thérèse Farvacques. Née en octobre 1699 (baptisée le 11 octobre 1699), remariée à Philippe Charles Joseph de Gilleman, elle meurt le 9 juin 1773. Elle n'a pas eu d'enfants de ses deux mariages[8].

## Époque contemporaine
L'ancienne commune de Fives comprenait le faubourg de Roubaix, actuel quartier Saint-Maurice Pellevoisin.
Son territoire était limité ;
- à l'ouest, par les remparts de la ville de Lille, approximativement de l'emplacement de l'actuelle avenue du Président-Hoover à celui du lycée Pasteur, par la commune de Wazemmes puis de Moulins à partir la constitution de celle-ci par détachement de Wazemmes en 1834, la limite communale étant le « vieux chemin Saint-Sauveur » qui aboutissait en impasse sur le rempart dans l'axe de la rue Saint-Sauveur et passait à l'emplacement de l'actuelle place Guy-de-Dampierre.
- au nord, par les communes de Marcq-en-Barœul et de Mons-en-Barœul (limite de l'actuel quartier Saint-Maurice-Pellevoisin avec ces communes).
- à l'est, par la commune d'Hellemmes, les limites étant celle du quartier d'Hellemmes rattaché à Lille.
- au sud, par la commune de Ronchin, limites communales avec Lille inchangées.

Fives reste un village jusqu’à l’arrivée du chemin de fer dans les années 1840. Sa population avait faiblement augmenté de 956 habitants en 1803 à 1 260 en 1828. Comme d'autres secteurs de la périphérie de Lille, Fives est également, jusqu'au milieu du XIXe siècle, un lieu de détente avec un parc de loisirs éphémère créé en 1856, le « Pré Catelan » à l'imitation du parc d'attraction jardin Catelan ouvert à Paris à la même époque. Cet établissement situé à l'angle des actuelles rues du Long-Pot et Francisco Ferrer est fermé en 1863. Un terrain de tir à la perche existait également à l'emplacement du triangle à l'intérieur de voies ferrées parcouru actuellement par des voies autoroutières entre la rue de Bellevue, la rue de la Chaude Rivière et la rue Javary.

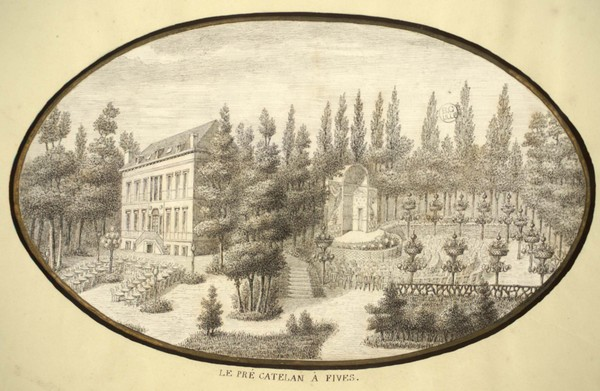
Pré Catelan Fives
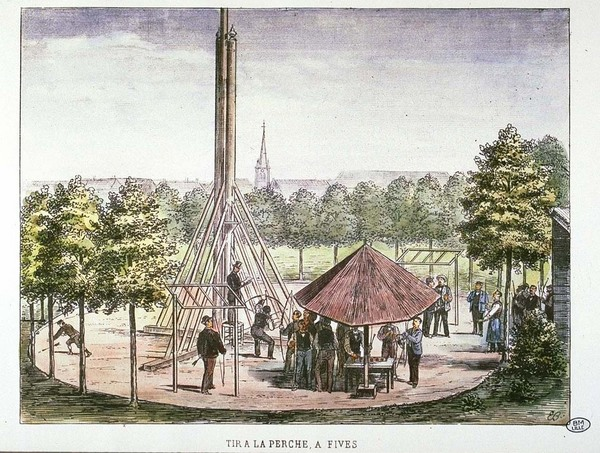
Tir à la perche à Fives

La construction d’une gare intra-muros ayant été différée par l’autorité militaire au départ hostile à une ouverture de l’enceinte fortifiée, une station provisoire extra-muros est établie en 1843 sur le site du Mont-de-Terre. Des chemins vicinaux furent transformés en rues par la Compagnie du chemin de fer du Nord pour desservir cette station à partir de la route de Lille à Tournai (actuelle rue Pierre-Legrand). La rue du Long Pot et la rue de Bellevue ouvertes en 1845 prennent le nom de cabarets qui y étaient établis. La rue du Grand Balcon ouverte à la même date de l’autre côté de la voie ferrée a disparu à la fin du siècle dernier : elle était située à l’emplacement du nouveau quartier du Bois Habité le long de l’autoroute.
La gare de Fives continue de se développer après l’ouverture de la gare intra-muros car celle-ci ne disposait pas d’espace nécessaire pour le dépôt, les ateliers, le stationnement des rames. Jusqu’à l’ouverture de la gare de Lille-Saint-Sauveur en 1865, la gare de marchandises était à Fives.
Avec le chemin de fer des filatures de lin de coton s’établissent à Fives qui en comptait 6 en 1853. Sa population augmenta de 3 618 habitants en 1853 (dont 1 513 à Saint-Maurice) à 5 076 en 1860.
La commune de Fives est rattachée à Lille par décret impérial en 1858 avec Wazemmes, Esquermes et Moulins mais contrairement à ces trois communes, reste en dehors de l'enceinte fortifiée élargie.
L'église Notre-Dame de Fives conçue en 1856 par Charles Leroy (architecte de la Cathédrale Notre-Dame-de-la-Treille) devenue insuffisante est agrandie d'un deuxième bas-côté en 1869 pour répondre à l'évolution démographique.
En 1861, est fondée l'usine de Fives qui construisit plusieurs milliers de locomotives, des ponts ferroviaires et routiers, des gares (dont celle d'Orsay, actuel musée d'Orsay), des équipements pour les industries sucrières, pétrolières ou chimiques. Fives doit donc son essor à l'implantation de filatures, d'usines métallurgiques et automobile.
Sa population a été multipliée par six entre 1860 et 1920 à l'époque où de grandes entreprises comme Peugeot, la Compagnie de Fives-Lille (qui employa jusqu'à 8 000 salariés), actuellement intégré dans le Groupe Fives-Lille se développaient.
Ces industries sont très durement touchées par la crise industrielle : Peugeot, puis Fives-Lille-Cail ferment leurs portes dans les années 1990. Le quartier devint de plus en plus résidentiel et tente désormais de se reconvertir. Une nouvelle place centrale, la place Pierre-Degeyter est inaugurée en 2007.

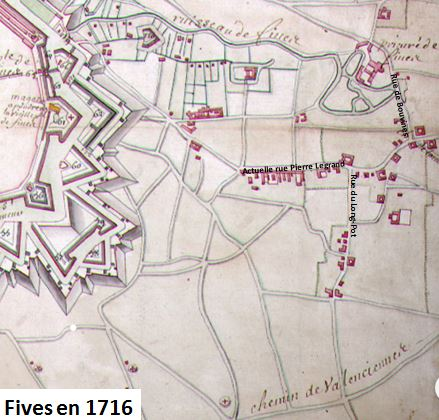
Fives en 1716
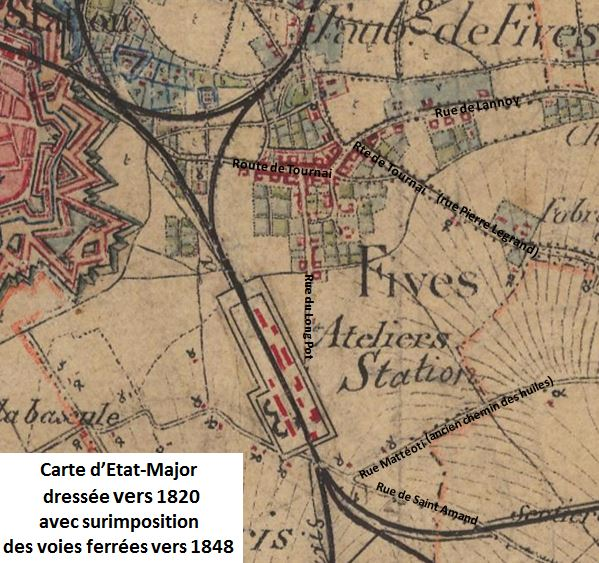
Fives en 1848
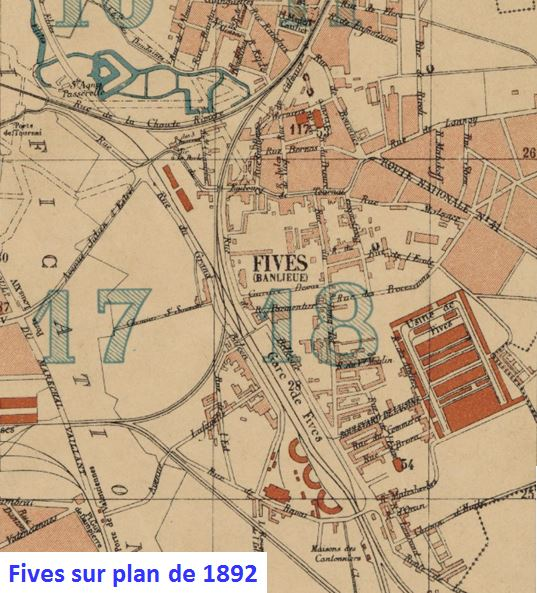
Fives sur plan de 1892

Les plans ci-dessus montrent les principales étapes du développement de Fives.
En 1716, le village se limite à quelques maisons le long de la route de Tournai (actuelle rue Pierre Legrand), de la future rue de Bouvines vers le prieuré et d'un chemin rural, future rue du Long-Pot. Le Becquerel rivière de Fives s'écoule vers Lille où il pénètre dans une ouverture dans les fortifications au nord de la porte de Tournai près de l'emplacement des voies de la future gare de Lille-Flandres.
En 1848, la voie ferrée avec la gare, les ateliers et le dépôt crée une barrière entre Fives et la ville de Lille. Cependant le village a conservé sa forme de 1716 et les usines ne se sont pas encore implantées.
En 1892, Fives a pris pour l'essentiel sa forme actuelle autour des usines métallurgiques (sauf l'usine Peugeot ouverte en 1898) et textiles. Le Becquerel qui n'est cependant pas encore couvert s'écoule en de multiples bras vers l'enceinte fortifiée qui est restée à son emplacement de 1716.
En 1942 a lieu un important sauvetage de personnes juives dans le cadre d'une des premières rafles organisées par l'armée allemande avec le soutien des services de police français. 50 personnes dont une majorité d'enfants sur une population de plus de 350 personnes sont sauvées par des cheminots travaillant dans la gare de triage de Fives où les déportés avaient été rassemblés temporairement. Ce fait historique a fait l'objet d'un livre et d'un documentaire.

### Politique et administration
Maire de 1802 à 1807 : J. B. Corman,.
Maire en 1808 : Lecocq.

## Morphologie

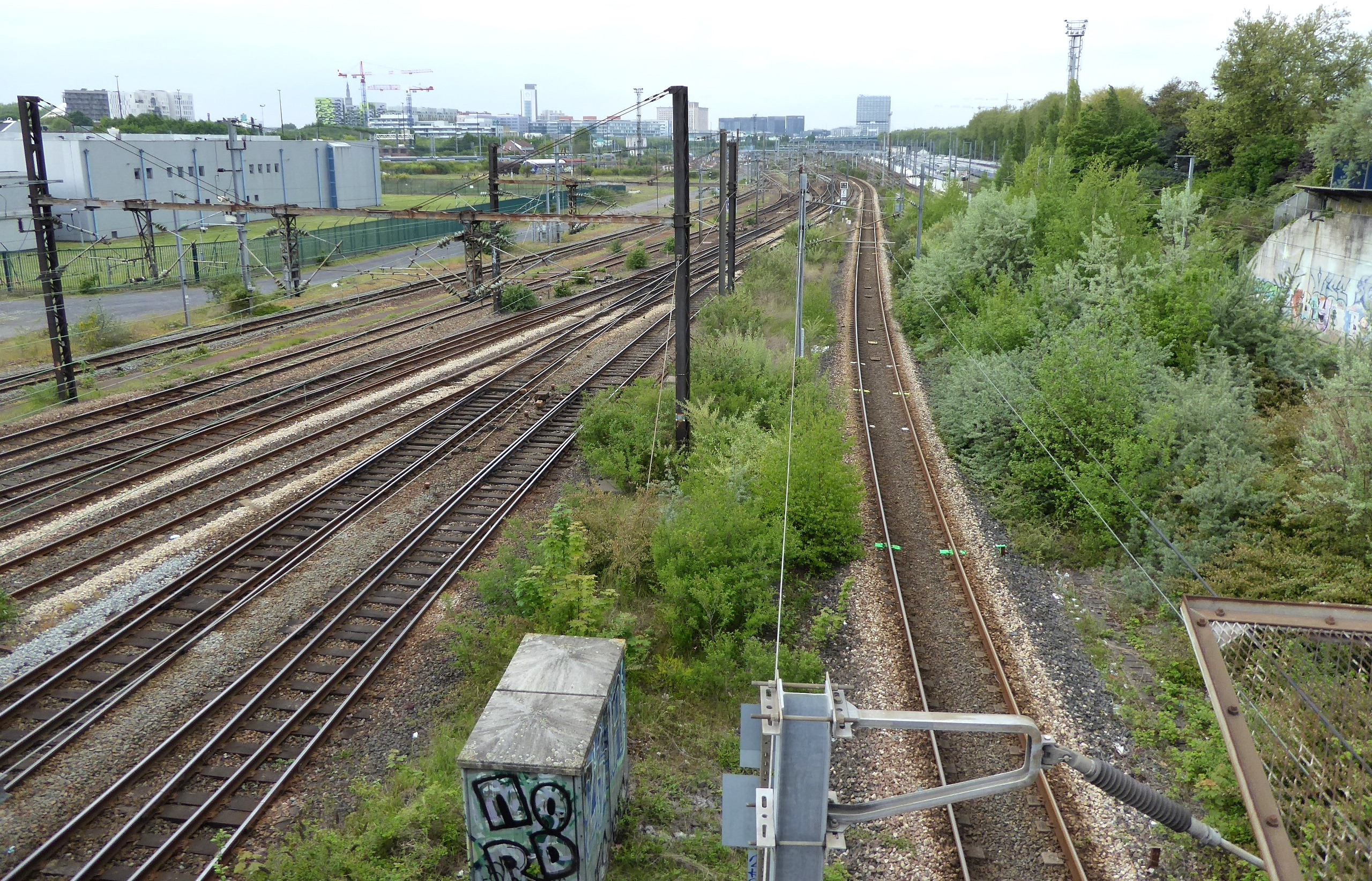
Vue du pont de Tournai vers Lille-Flandres: à droite la rue du Long-Pot, à gauche dans le lointain EuraLille

La voie ferrée et les installations annexes forment une coupure physique de Fives avec la ville de Lille.
Il n’existe aucune communication de Fives avec les quartiers du centre et du sud de Lille sur une distance d’environ 1,4 km entre le pont de Tournai au sud et le pont de Fives.
Au nord la voie ferrée avec la voie autoroutière (VRU) qui lui est accolée est également une barrière avec le quartier Saint-Maurice.
En revanche, l’urbanisation est continue avec Hellemmes.
L’usine de Fives introduit une distinction à l’intérieur de Fives entre le quartier du Mont-de-Terre au sud, et le centre de Fives au nord des installations industrielles.
L'urbanisation du quartier est compacte. Les espaces verts, exigus au nord de Fives, square Lardemer, square des Mères, parc des Dondaines, sont quasiment absents dans sa partie sud.

### Le Mont-de-Terre
Le quartier du Mont-de-Terre tire son nom d’un monticule de déblais des terrassements ferroviaires de 1843-1845. Sur cette modeste éminence, la place du Mont-de-Terre à l’entrée du pont de Tournai domine d’environ 3 mètres les rues environnantes. Ce petit quartier est limité à l’ouest par les voies ferrées très nettement, au nord par l’usine de Fives, à l’est et au sud par Hellemmes où la séparation est surtout administrative.
La partie du Mont-de-Terre le long de la voie ferrée détruite par les bombardements de 1944 fut reconstruite dans les années 1950, le long de rues sensiblement élargies (rue du Long-Pot, Mattéotti et de Saint-Amand).
L’église Saint-Louis ouverte en 1874 pour desservir ce quartier avec une paroisse créée en 1897, détruite au cours de la seconde guerre mondiale, fut reconstruite en 1957. Son avenir est en question.
3 rues au débouché du pont de Tournai sont les principales voies du quartier, sensiblement élargies dans la reconstruction d’après-guerre,
- la rue du Long-Pot qui longe la voie ferrée de la place du Mont-de-Terre au boulevard de l'usine puis s'infléchit vers le centre de Fives. Les maisons de la rue ont été reconstruites dans les années 1950.
- la rue de Saint-Amand vers Lezennes (partie de l’ancienne route de Valenciennes qui desservait Saint-Amand-les-Eaux)
- la rue Mattéotti vers le centre d’Hellemmes (ancien chemin des huiles qui tirait son nom de moulins à huile disparus avec l’urbanisation du quartier)[19].

Les constructions du quartier sont en quasi-totalité des maisons de ville jointives à un ou deux étages sans recherche architecturale datant pour la plupart des décennies suivant la création la création de l'usine de Fives (1860-1900) pour les parties épargnées par les bombardements, des années 1950 pour le secteur proche de la voie ferrée dévasté en 1944. Le quartier comprend peu de commerces, ceux-ci étant concentrés sur la place du Mont-de-Terre et le haut de la rue du Long-Pot.

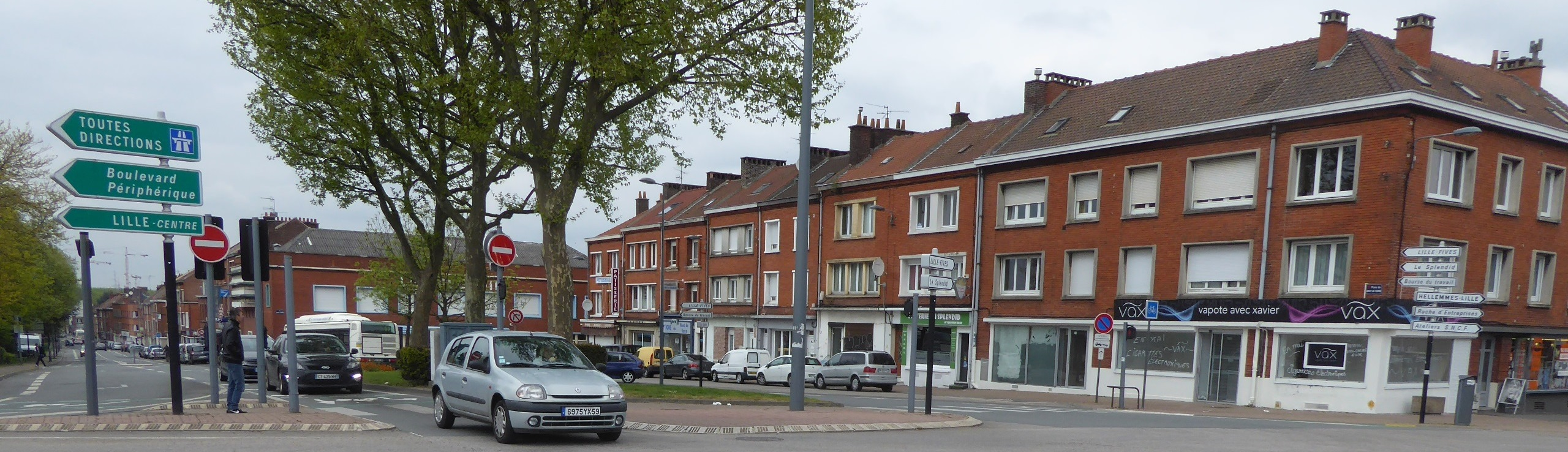
Place du Mont-de-Terre
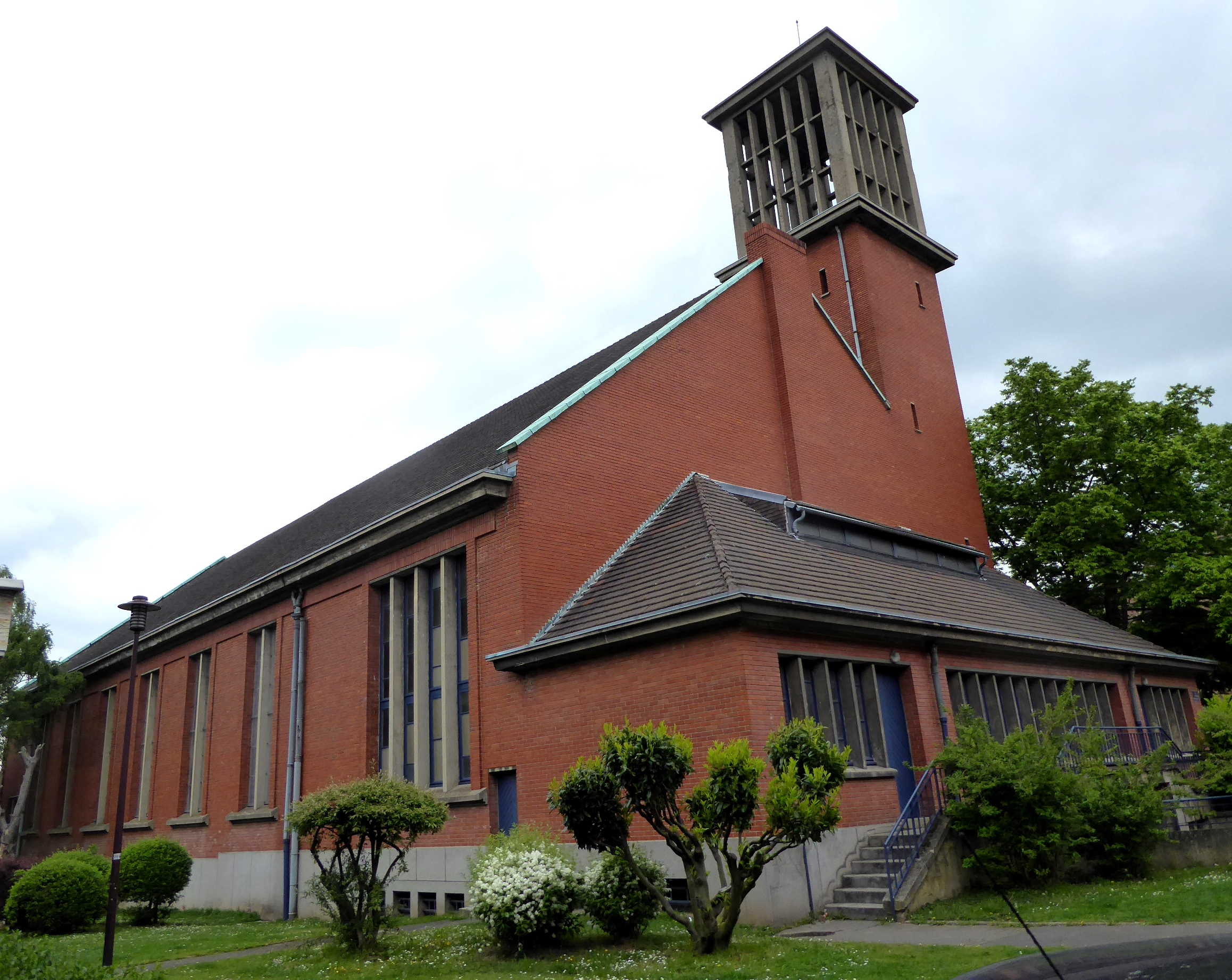
Église St-Louis
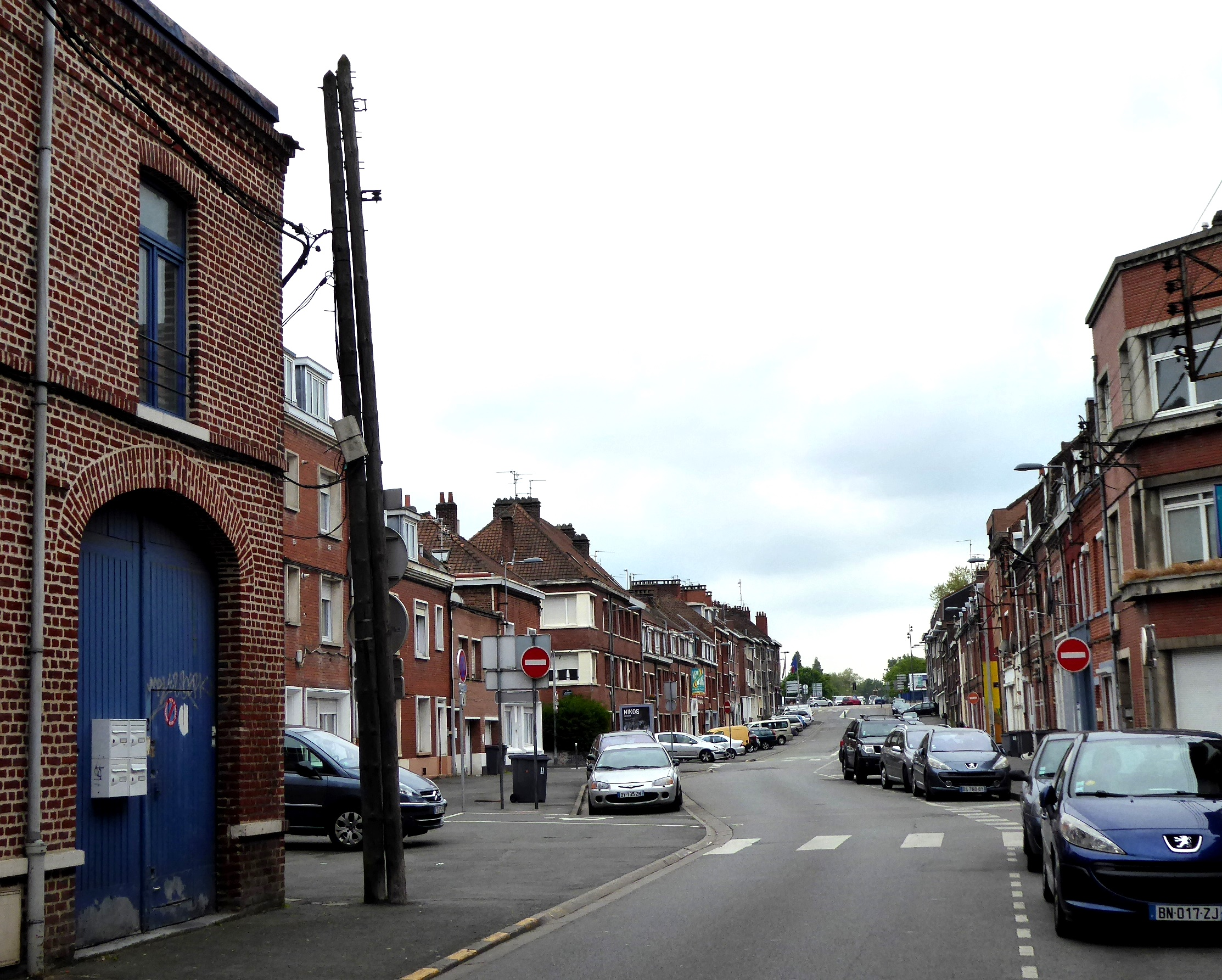
Rue Mattéotti : à gauche portail, vestige d'une ancienne ferme. Au-delà, la rue reconstruite dans les années 1950 a été élargie.
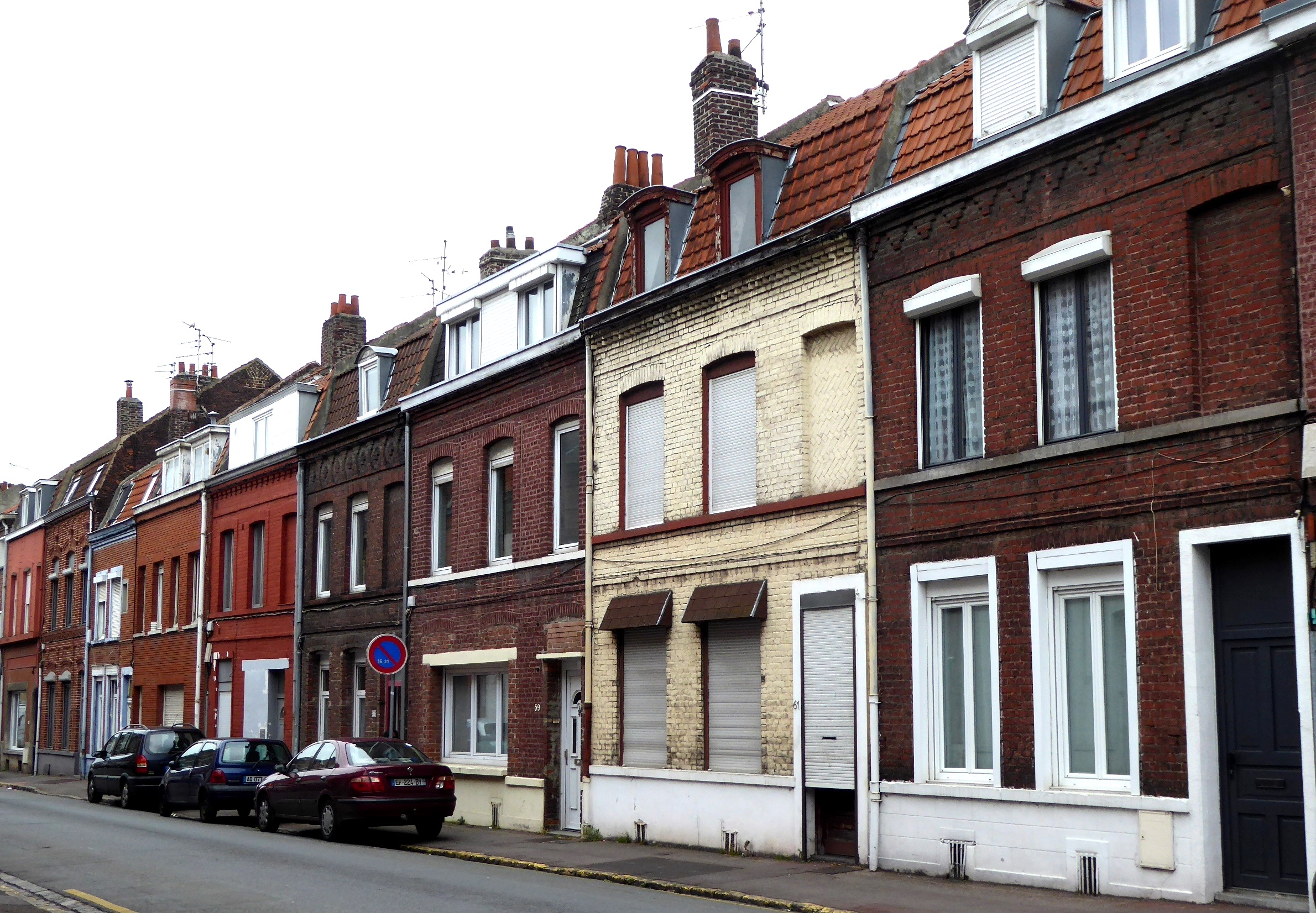
Rue Malesherbes : maisons de la fin du XIXe siècle dans le secteur épargné par les bombardements

### Le centre de Fives
La partie au nord de l’ancienne usine de Fives autour de la rue Pierre-Legrand est le centre de Fives. Près de l'église Notre Dame de Fives, la rue du Prieuré rappelle par son nom le noyau historique de l’ancien village dont il ne reste quasiment aucun vestige.
L'ancienne route de Tournai nommée rue Pierre Legrand était la rue principale de l'ancien village. La rue est assez animée et commerçante. Un tronçon près de la Mairie de quartier est nommé place De Geyter.
Autour de ces voies anciennes, l'urbanisation s'est développée au cours de la deuxième moitié du XIXe siècle avec la construction de petites maisons ouvrières.
Plusieurs rues sont bordées de maisons de style éclectique de la fin du XIXe siècle et début XXe siècle.
Les maisons antérieures à 1850, anciennes maisons rurales reconnaissables à leur construction rouges barres (couches horizontales successives de pierre de Lezennes et de briques) sont très rares.

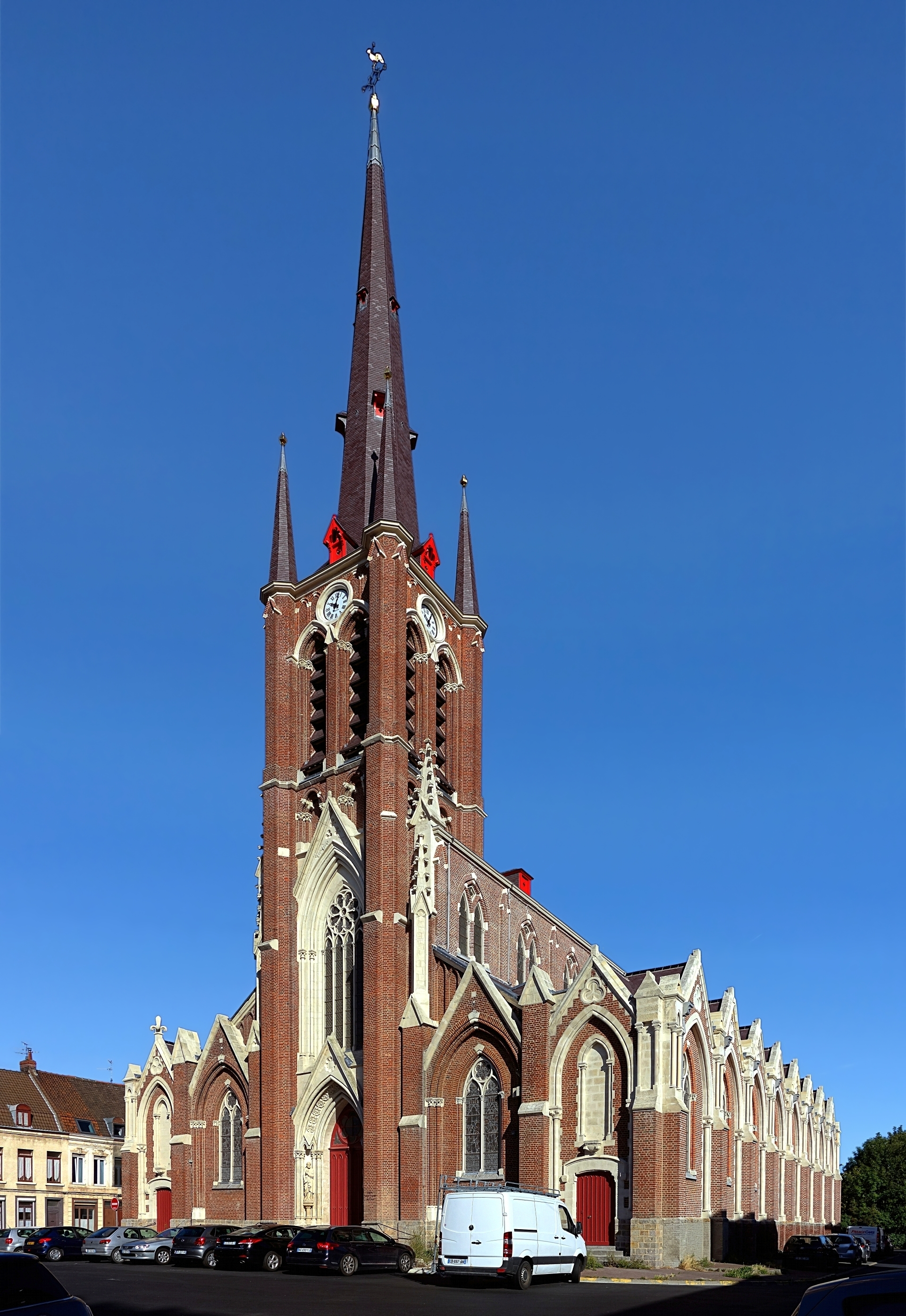
Église Notre Dame de Fives
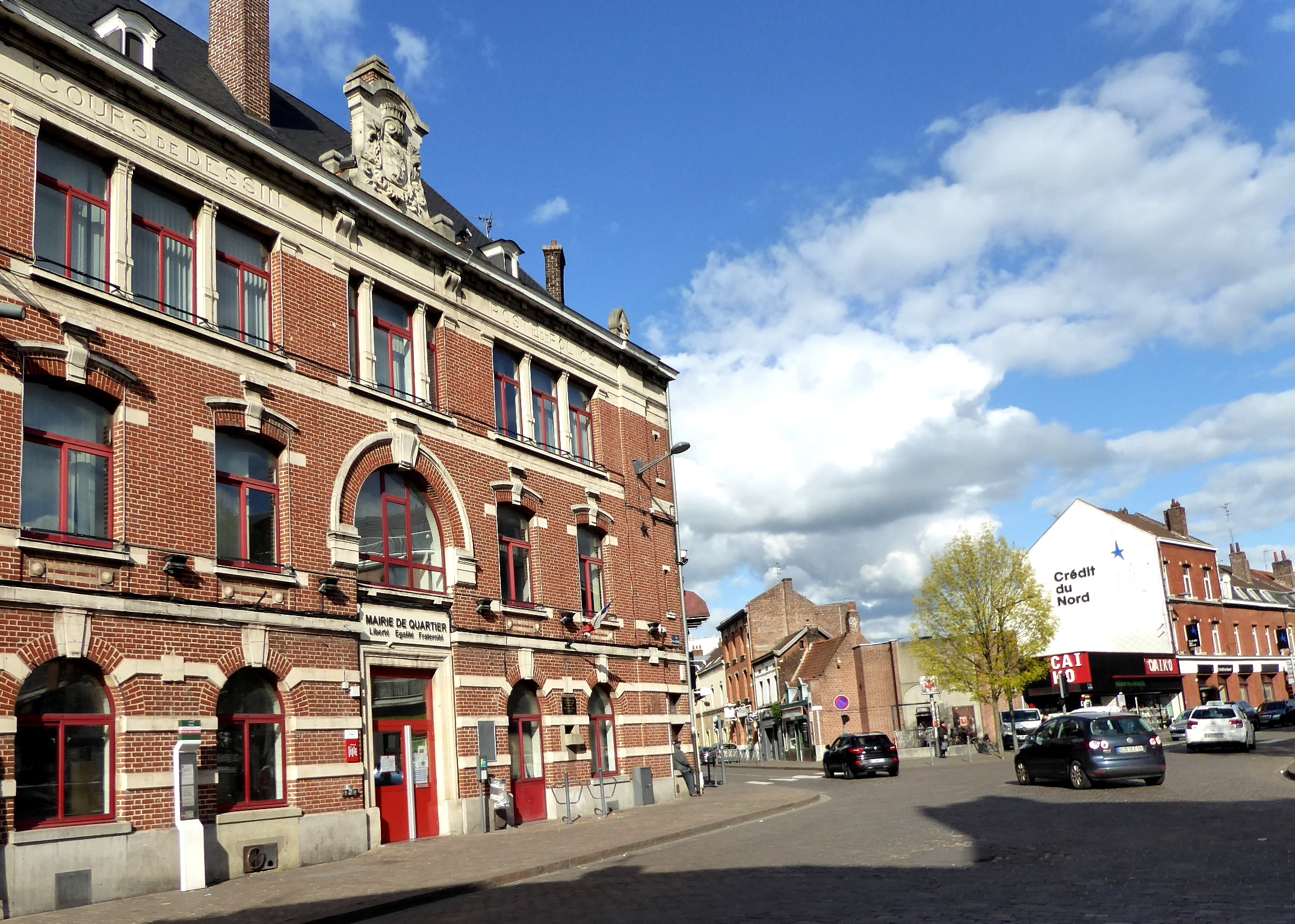
Mairie de quartier, ancien poste de police, rue Pierre Legrand
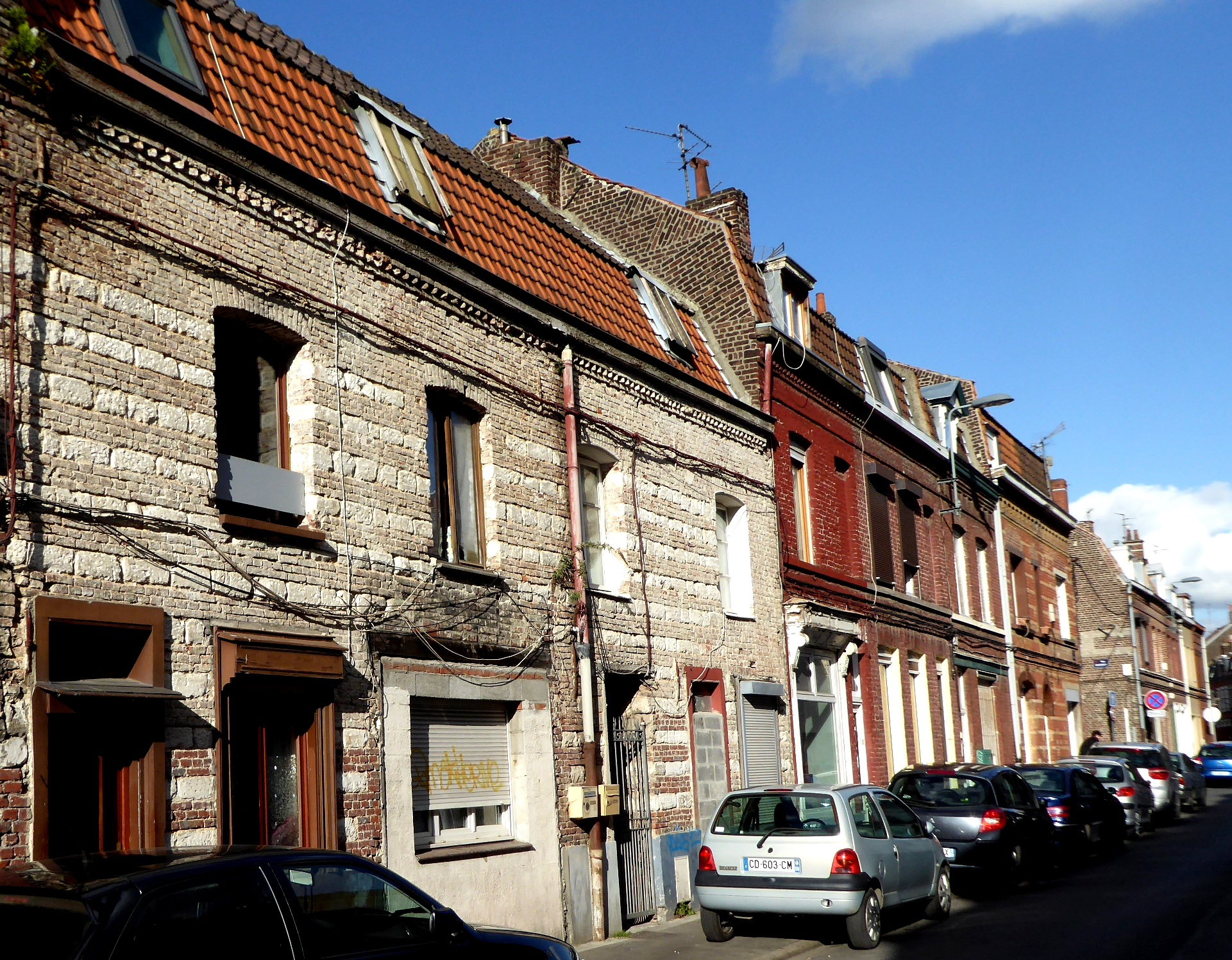
Rue Malsence maisons anciennes
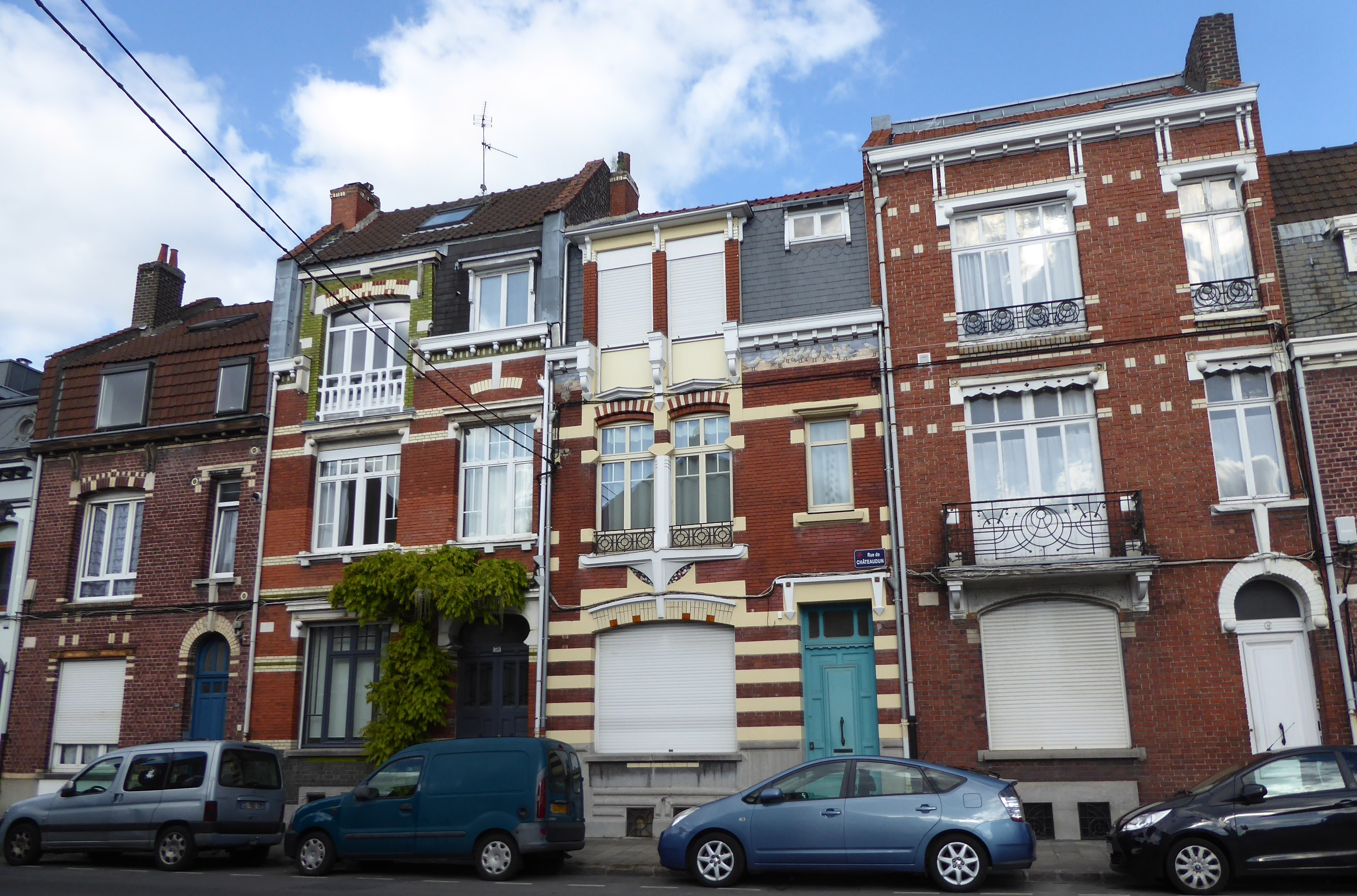
Maisons d’architecture éclectique rue de Châteaudun
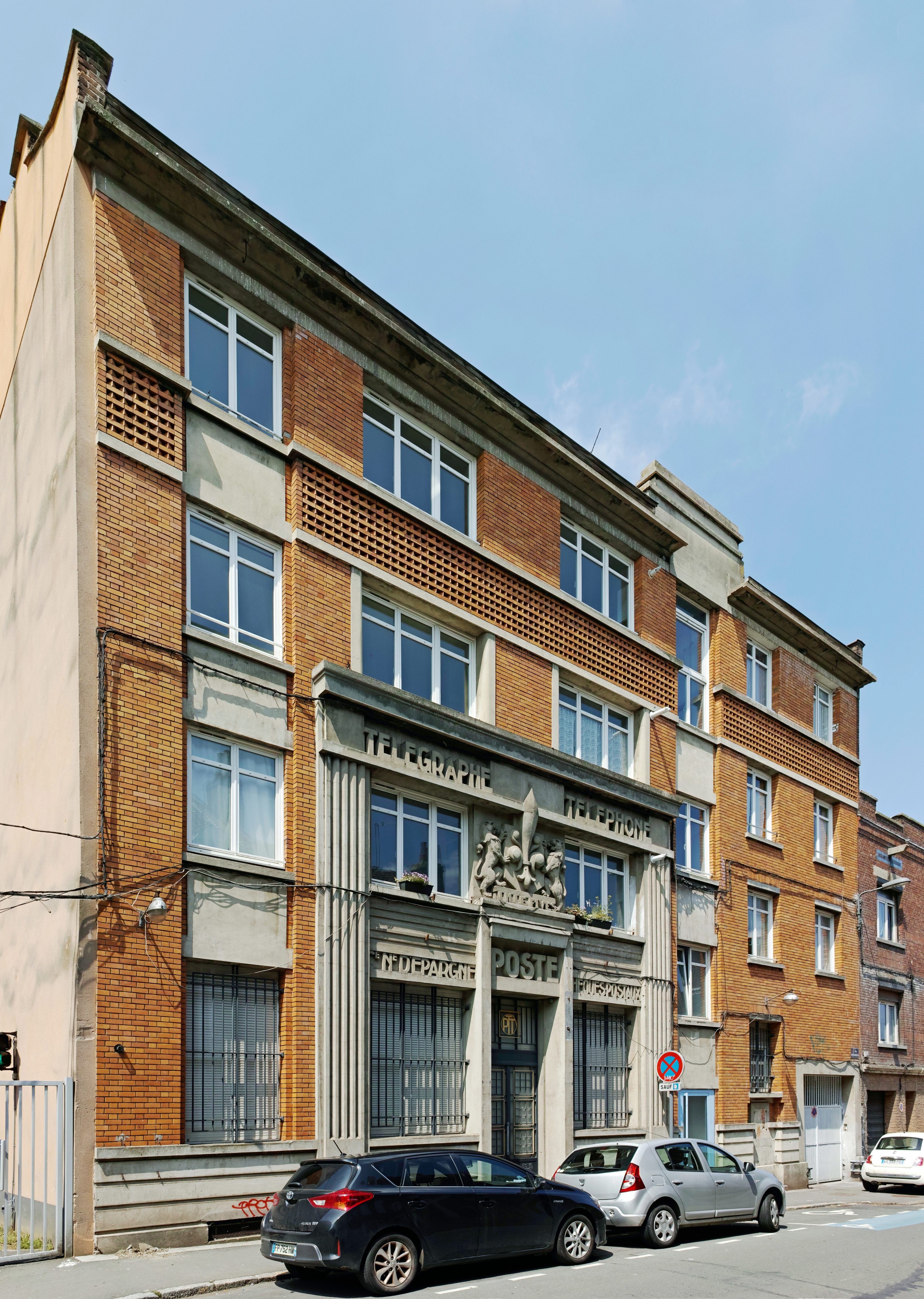
Ancienne poste
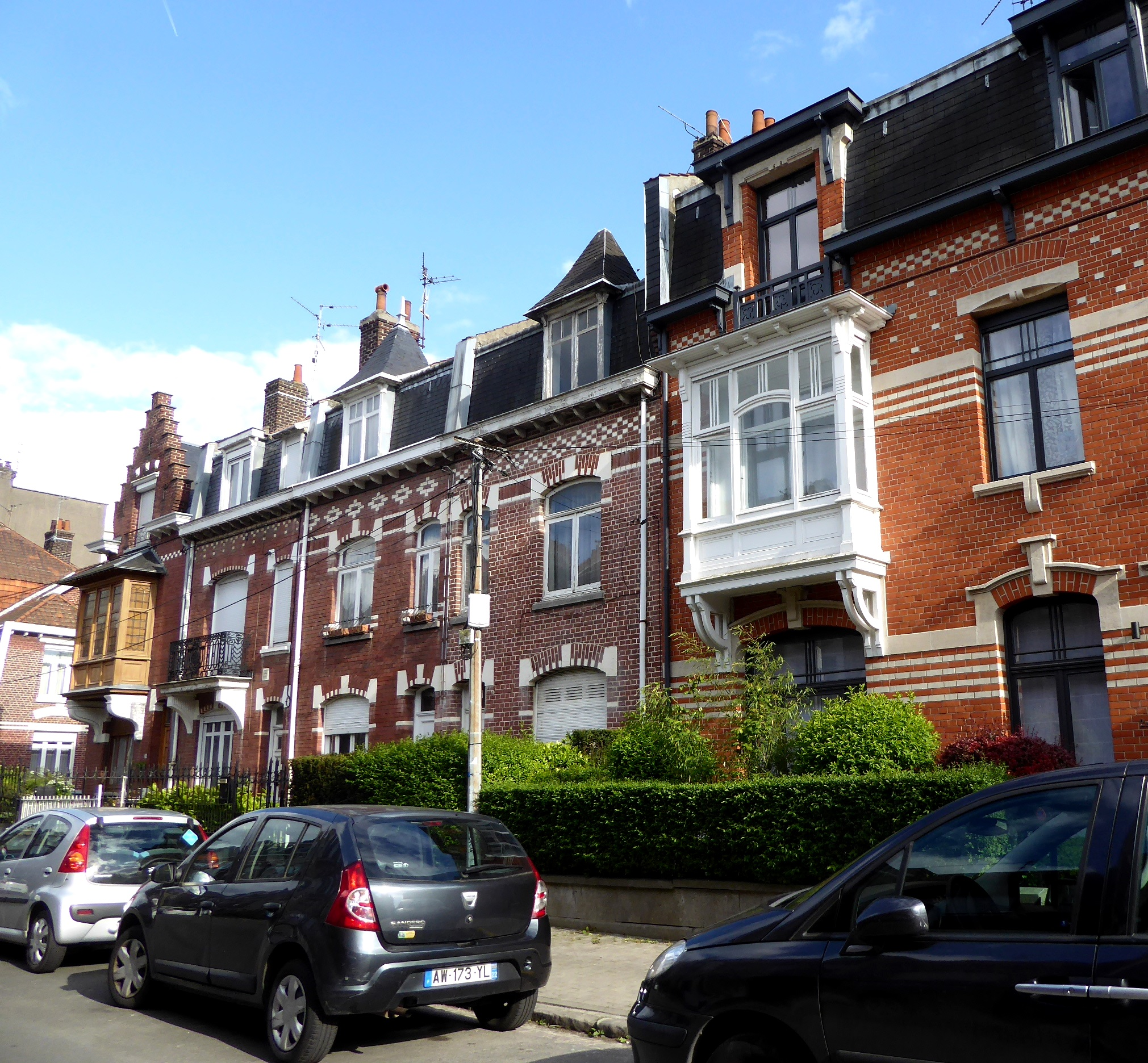
Maisons de style éclectique rue Marengo

La zone militaire inconstructible entre le centre de Fives et l’enceinte fortifiée de Lille près des voies de la gare de Lille entre le fort Saint-Agnès, élément de fortification avancée, et l’ancien château de la Phalecque fut occupée par des chiffonniers à la fin du XIXe siècle puis abrita un important bidonville « les Dondaines » après le démantèlement des remparts dans les années 1920. Ce bidonville persista jusqu’au relogement de ses habitants au quartier du "Petit Maroc" en 1972.
Le Parc des Dondaines est aménagé à son emplacement avec la ferme pédagogique Marcel Dhenin où chaque semaine des autobus amènent les petits Lillois dans le cadre de classes-découvertes du milieu rural. La surface du parc fut fortement réduite en 1991 par la construction de la ligne TGV souterraine avec la gare de Lille-Europe et le boulevard périphérique en surface qui entrainèrent également la destruction du fort-Saint-Agnès et encore en 2001 par la construction de la "Résidence du parc des Dondaines".

### Le nord
Le nord de Fives s'étend autour de deux axes principaux, rue de Lannoy, rue de Flers-rue Gutenberg près des anciennes usines Peugeot.
L’usine Peugeot créée en 1898 qui fabriquait des moteurs diesels à partir de 1928 employait 3 000 salariés dans les années 1970-1980 ferme en 1997.
Les ateliers sont actuellement utilisés par le Secrétariat Général de la police et des entrepôts,.
Le nord de Fives est un secteur d'anciennes industries et d'habitat ouvrier comprenant des courées et cités.
La salle des fêtes de Lille-Fives rue de Lannoy est un monument classé. L'école Cabanis est une œuvre de l'architecte Mongy.

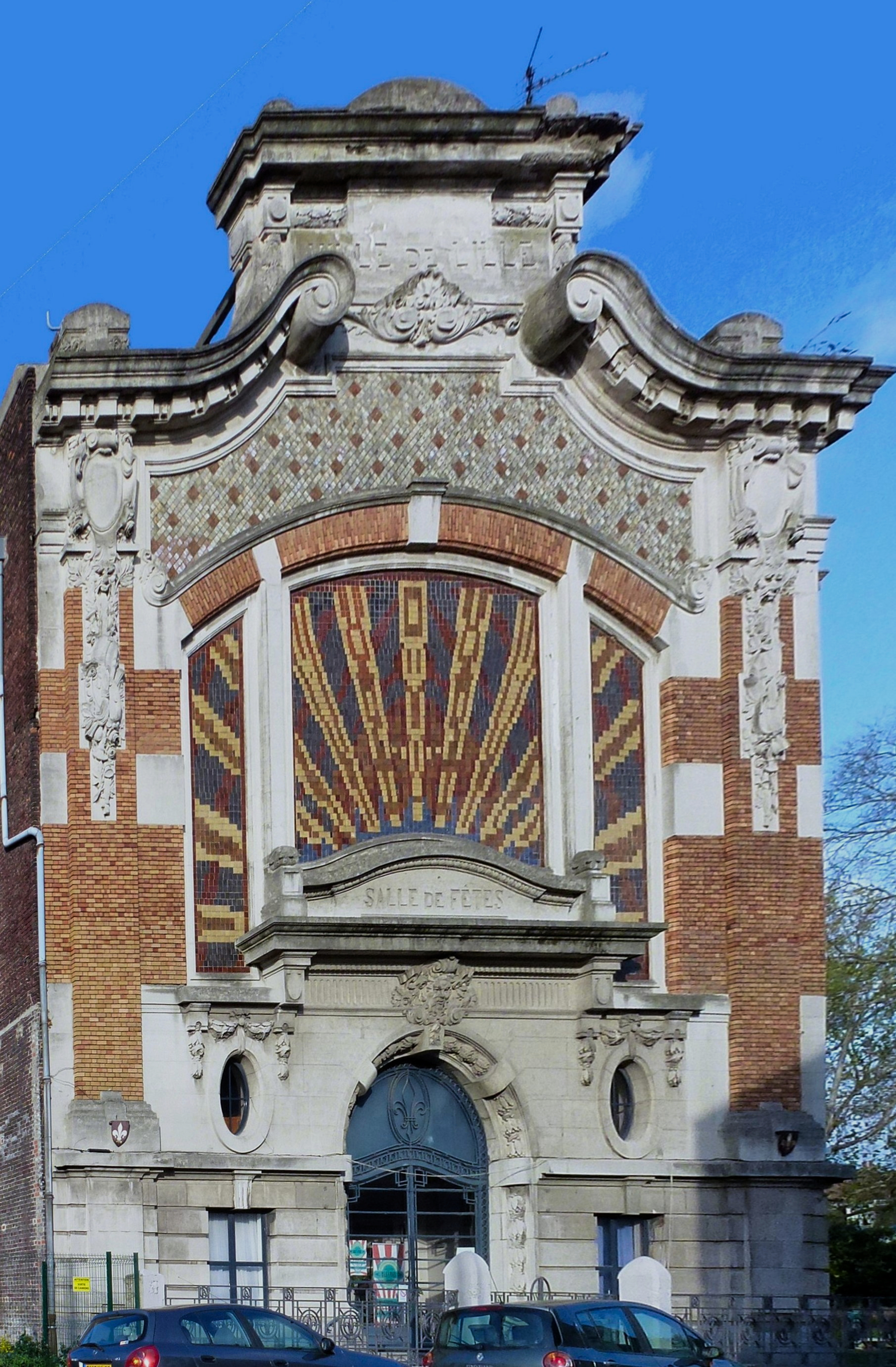
Salle des Fêtes Fives 91 rue de Lannoy
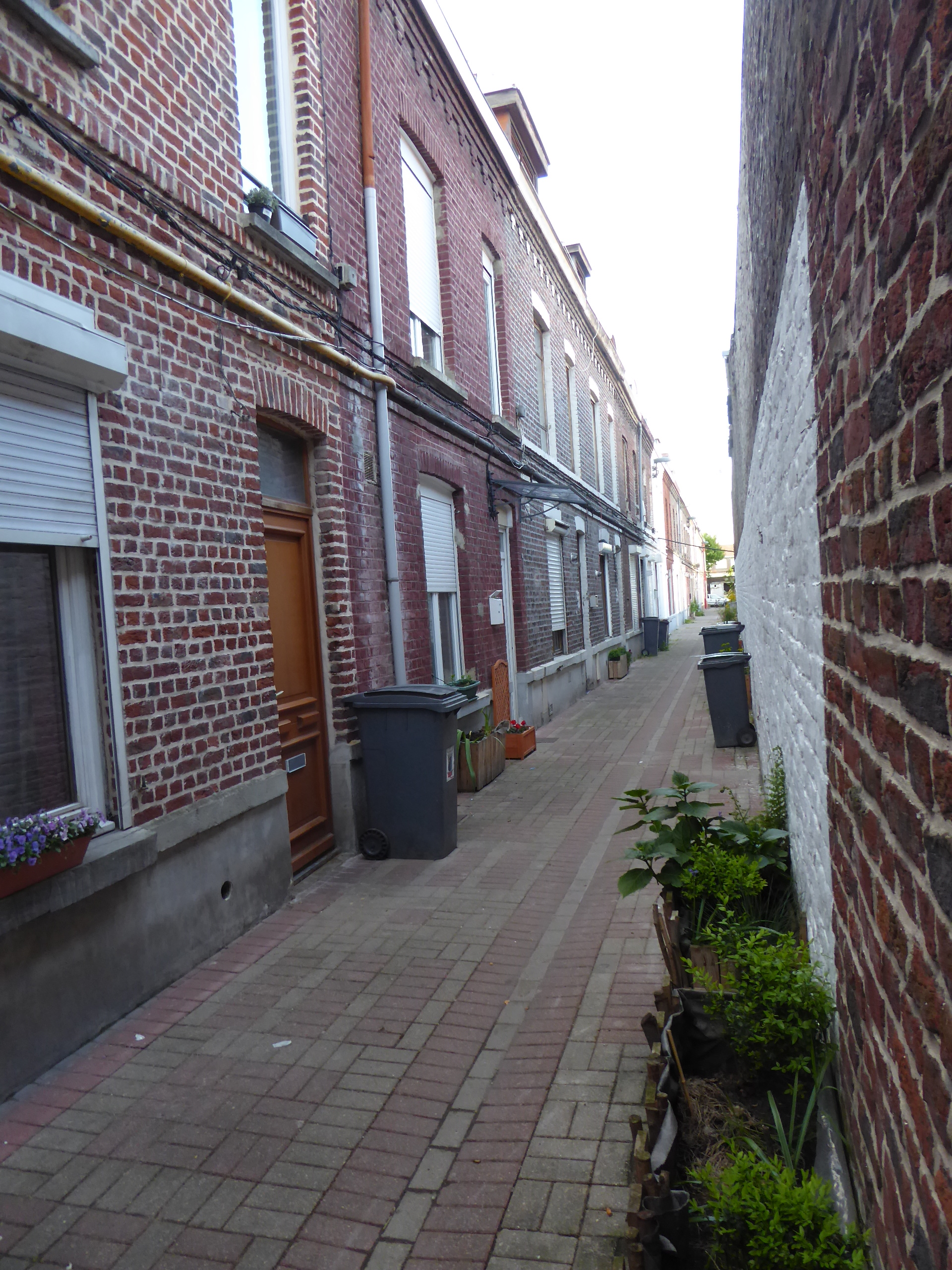
Courée rue de la Marbrerie
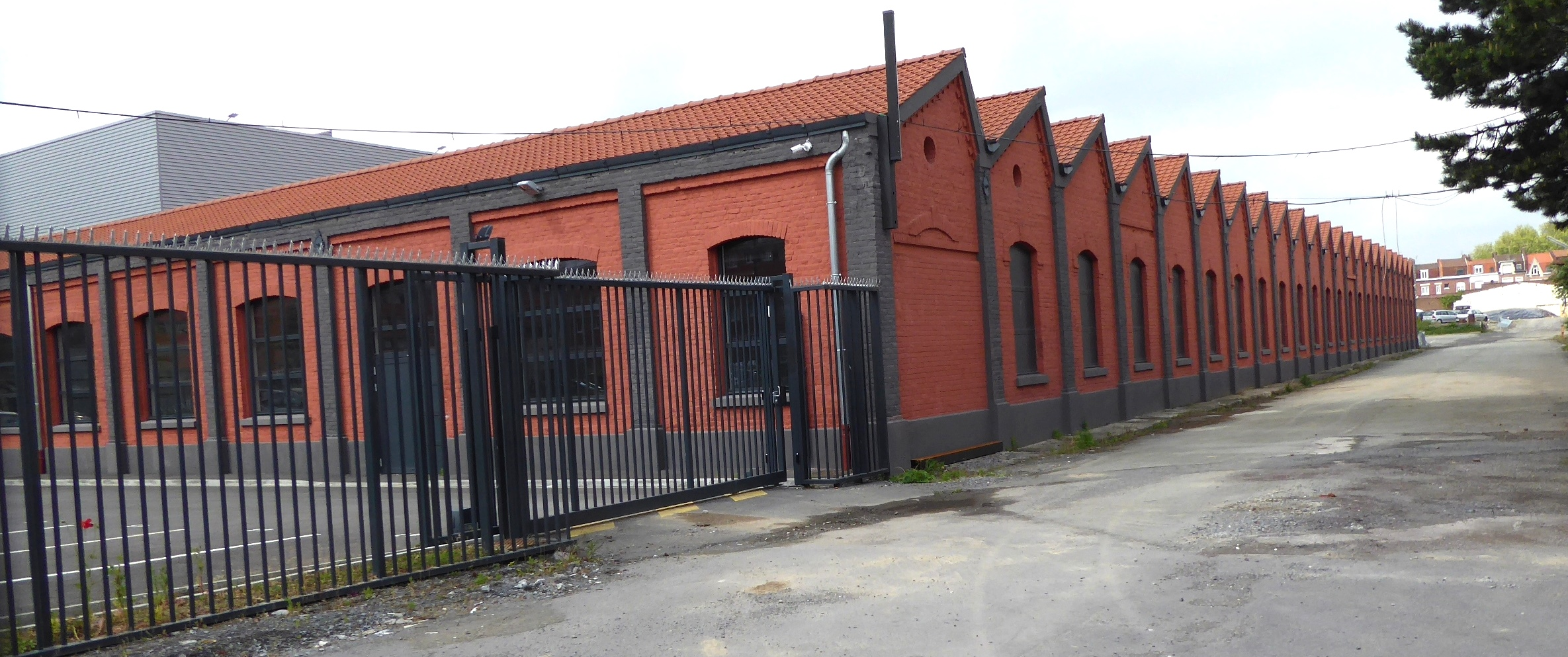
Anciennes usines Peugeot
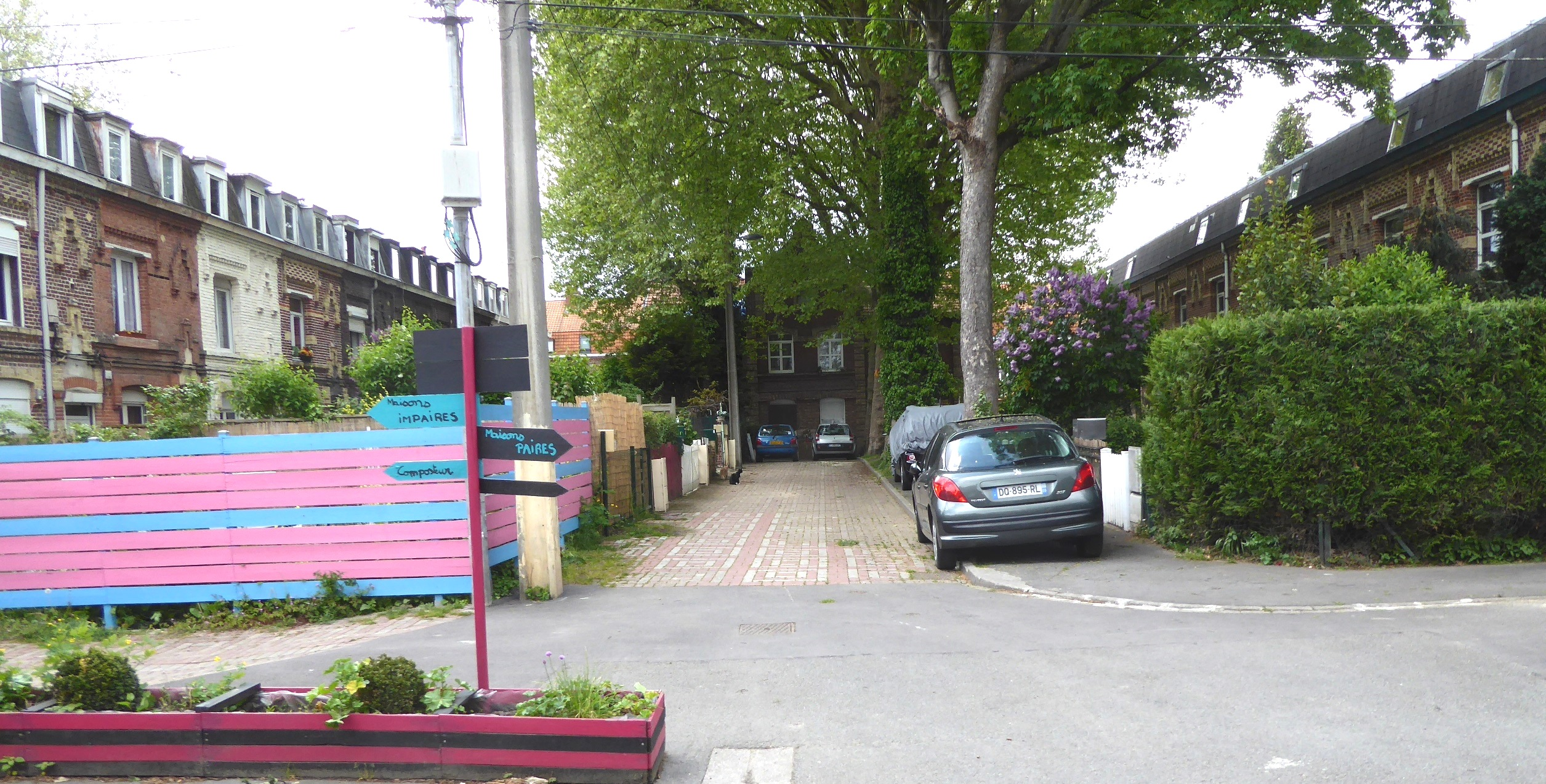
Cité Casseville rue des Montagnards
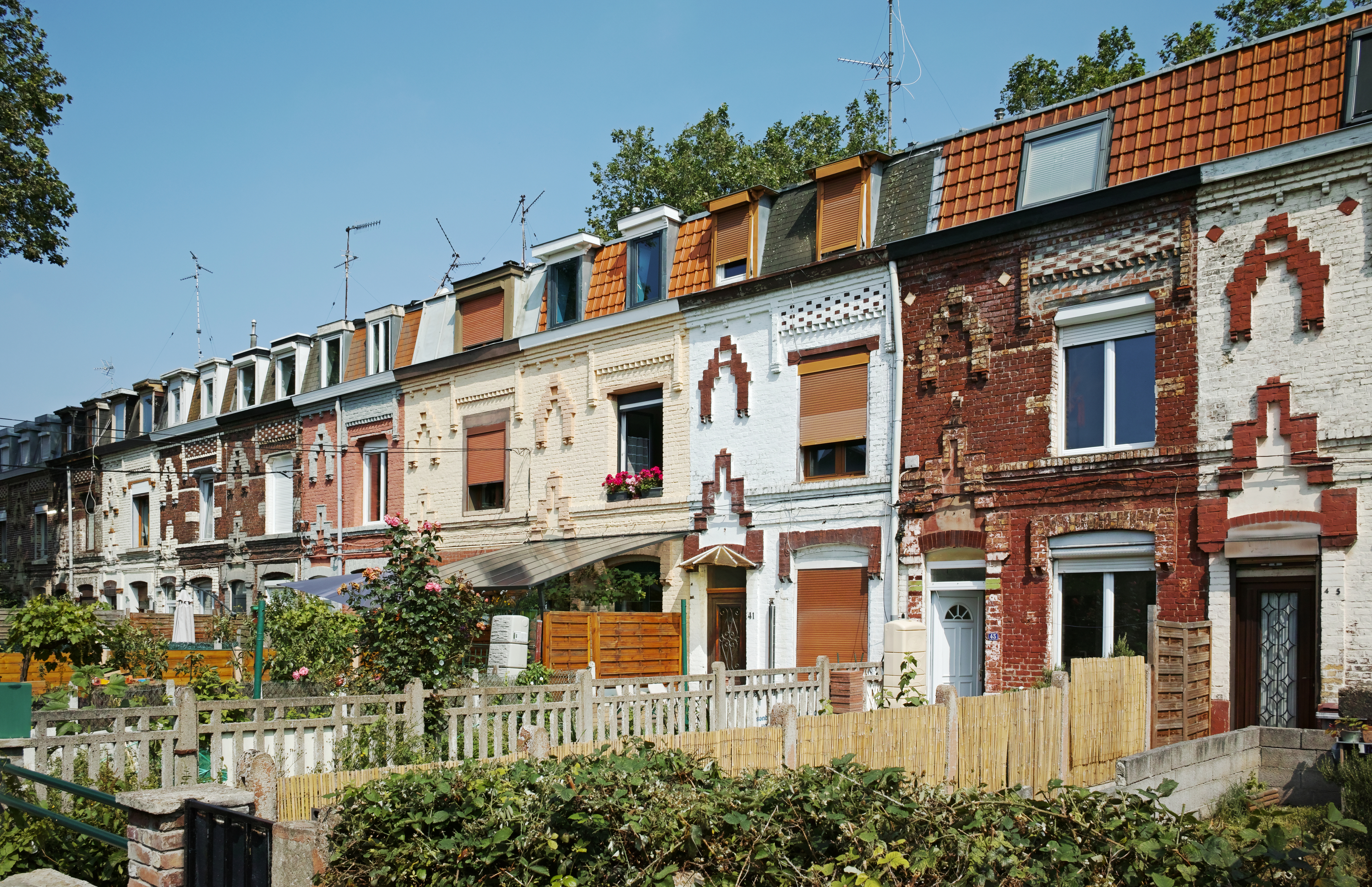
La Cité Casseville, côté jardins

## Desserte

### Mont-de-Terre
La station SNCF Mont-de-Terre sur la ligne SNCF Lille-Valenciennes située sur le territoire d’Hellemmes est assez éloignée de la partie résidentielle du quartier. La station Lezennes de la ligne Lille-Tournai également sur le territoire de l’ancienne commune d'Hellemmes, distante de la commune de Lezennes est paradoxalement plus proche du quartier Mont-de-Terre que la station Mont-de-Terre.
Le métro est éloigné de ce secteur.

### Le centre
Le centre de Fives est bien desservi par les stations de métro Madeleine Caulier, Fives et Marbrerie.

## La reconversion de Fives
Le site de 25 hectares de l'ancienne usine de Fives fait l'objet d'une opération de reconversion confiée à la Société anonyme d’économie mixte de Rénovation et de Restauration de Lille SORELI.
La bourse du travail de Lille auparavant implantée dans le bâtiment de l’ancien Institut de chimie de la Faculté des sciences de Lille a été installée en avril 2013 dans les anciens bureaux de l’usine de Fives.
Un lycée international hôtelier a été ouvert en septembre 2016 dans une halle de l'usine désaffectée.
Plusieurs nouvelles activités économiques et sociales sont implantées : Les Halles Gourmande avec Chaud-Bouillon, la LOCO Fives Cail Tiers-lieu de l'Economie Sociale et Solidaire.
La construction de 1 200 logements pour 3 000 habitants, d’une piscine et l’aménagement de 7 hectares d’espaces verts sont prévus pour 2023.

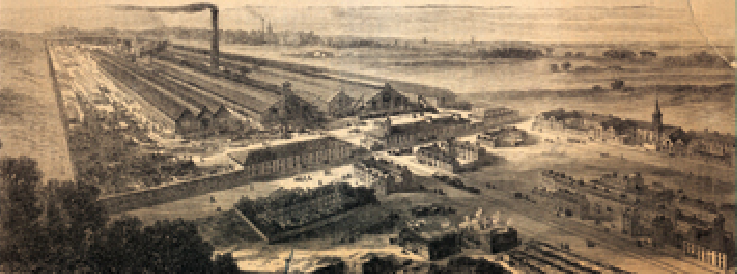
Plan des usines Fives-Lille vers 1865
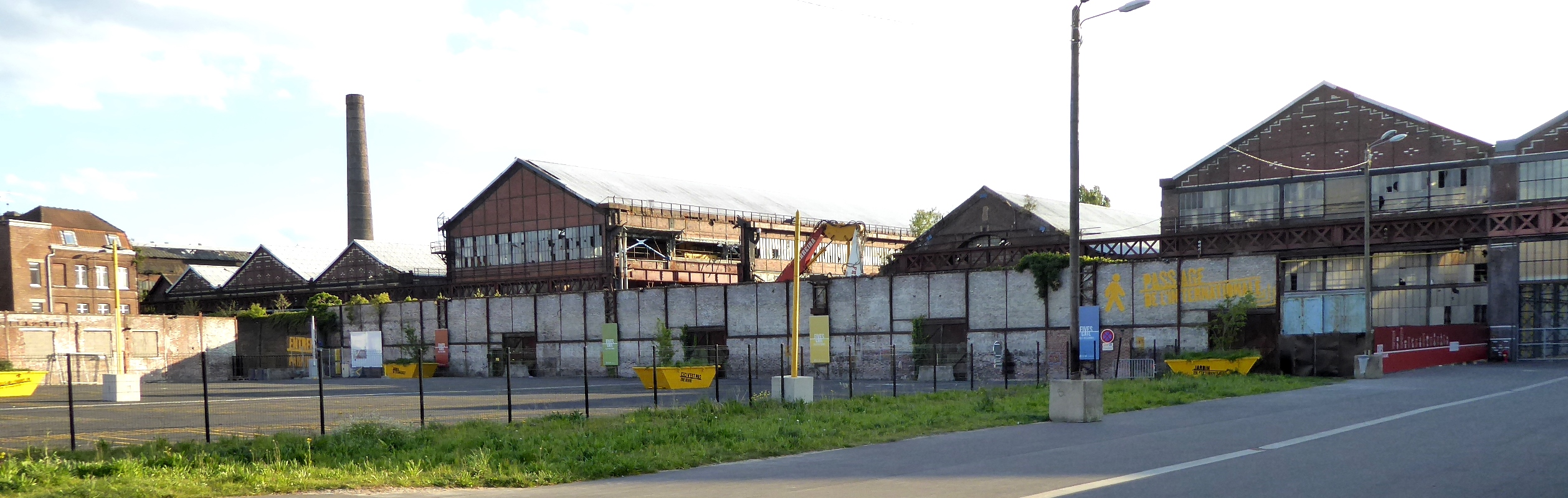
L'usine de Fives en avril 2017 vue de la rue Philippe Lebon à Hellemmes
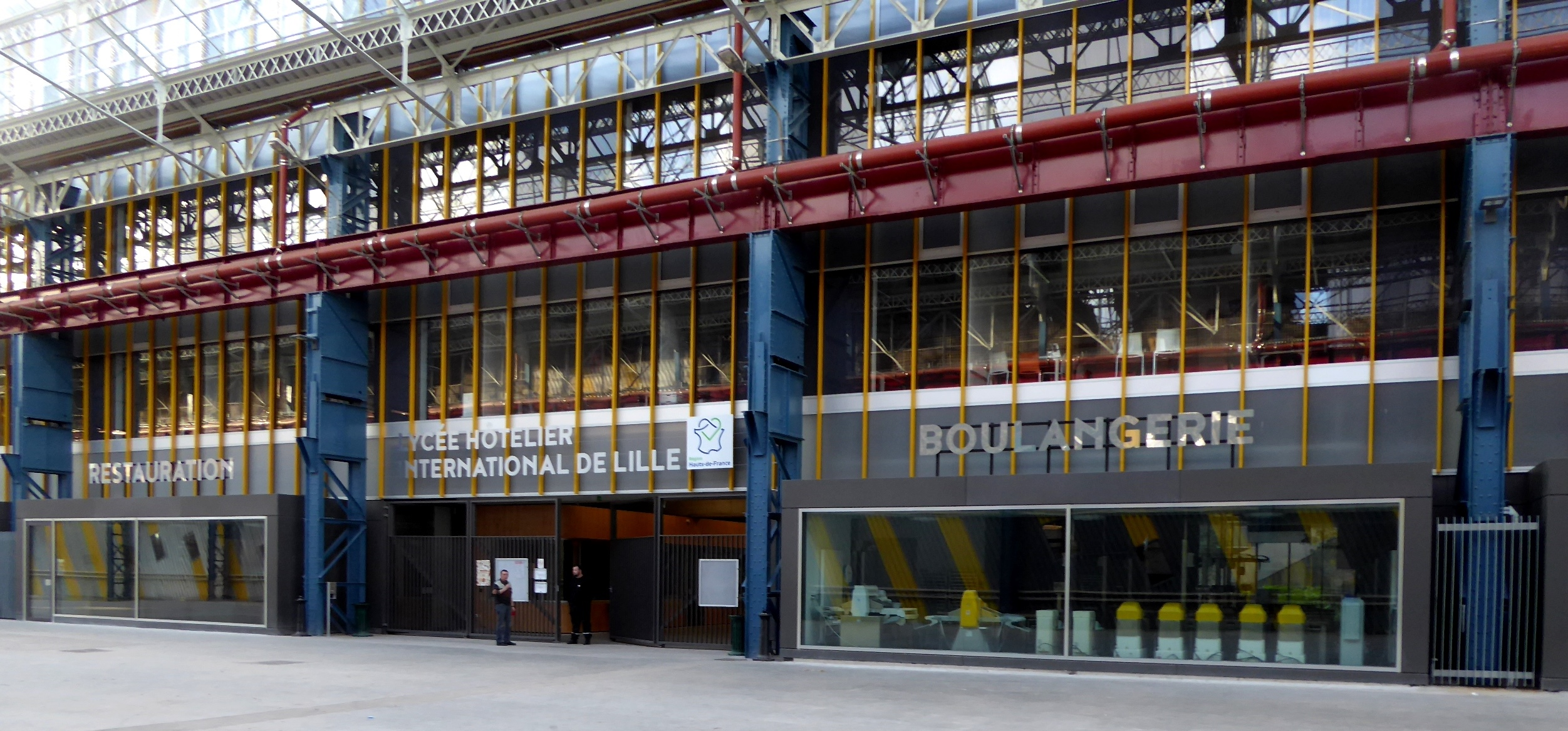
Entrée du lycée hôtelier dans un hall de l'ancienne usine
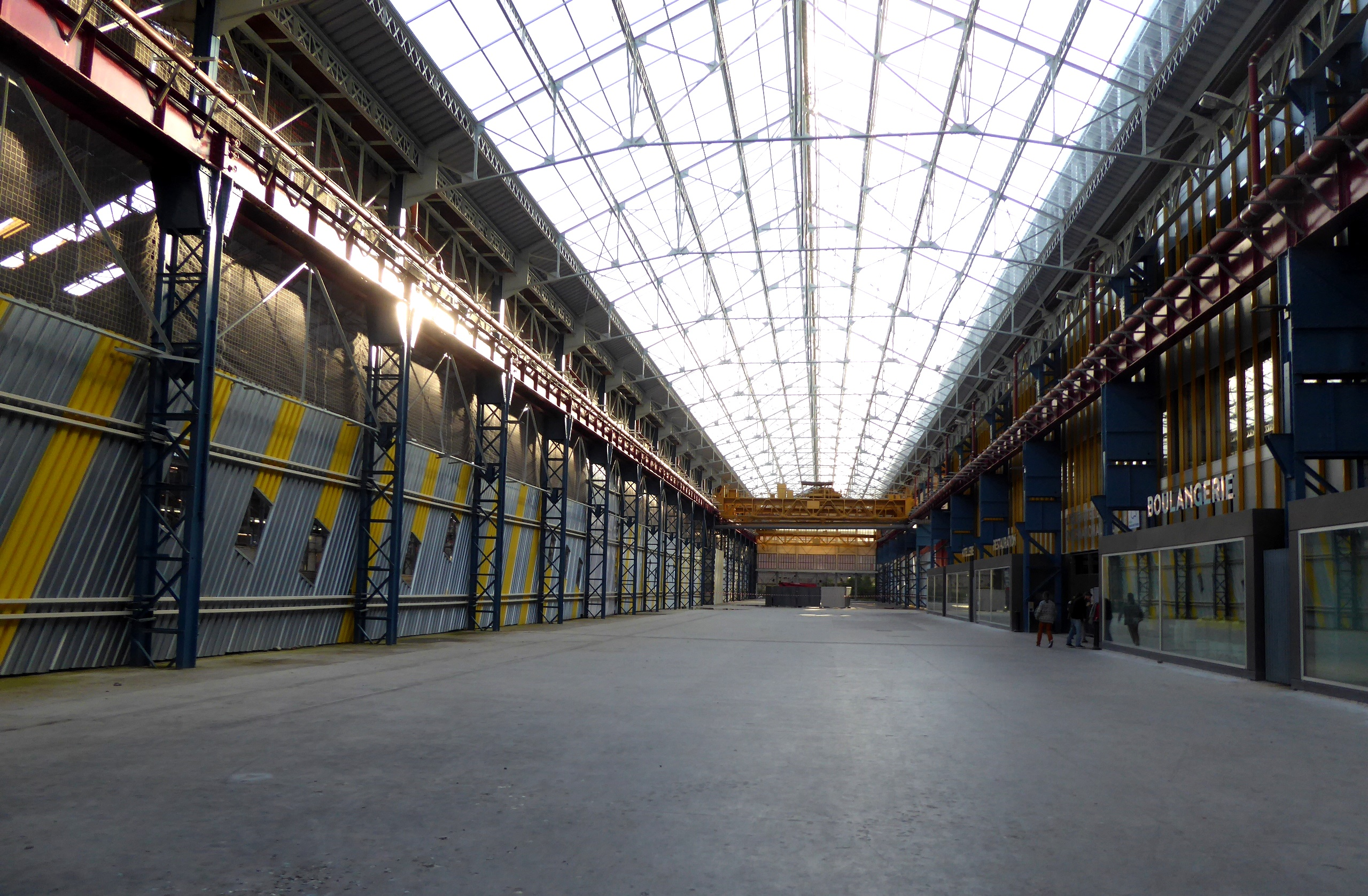
Halle de l'usine : à droite l'entrée du lycée hôtelier
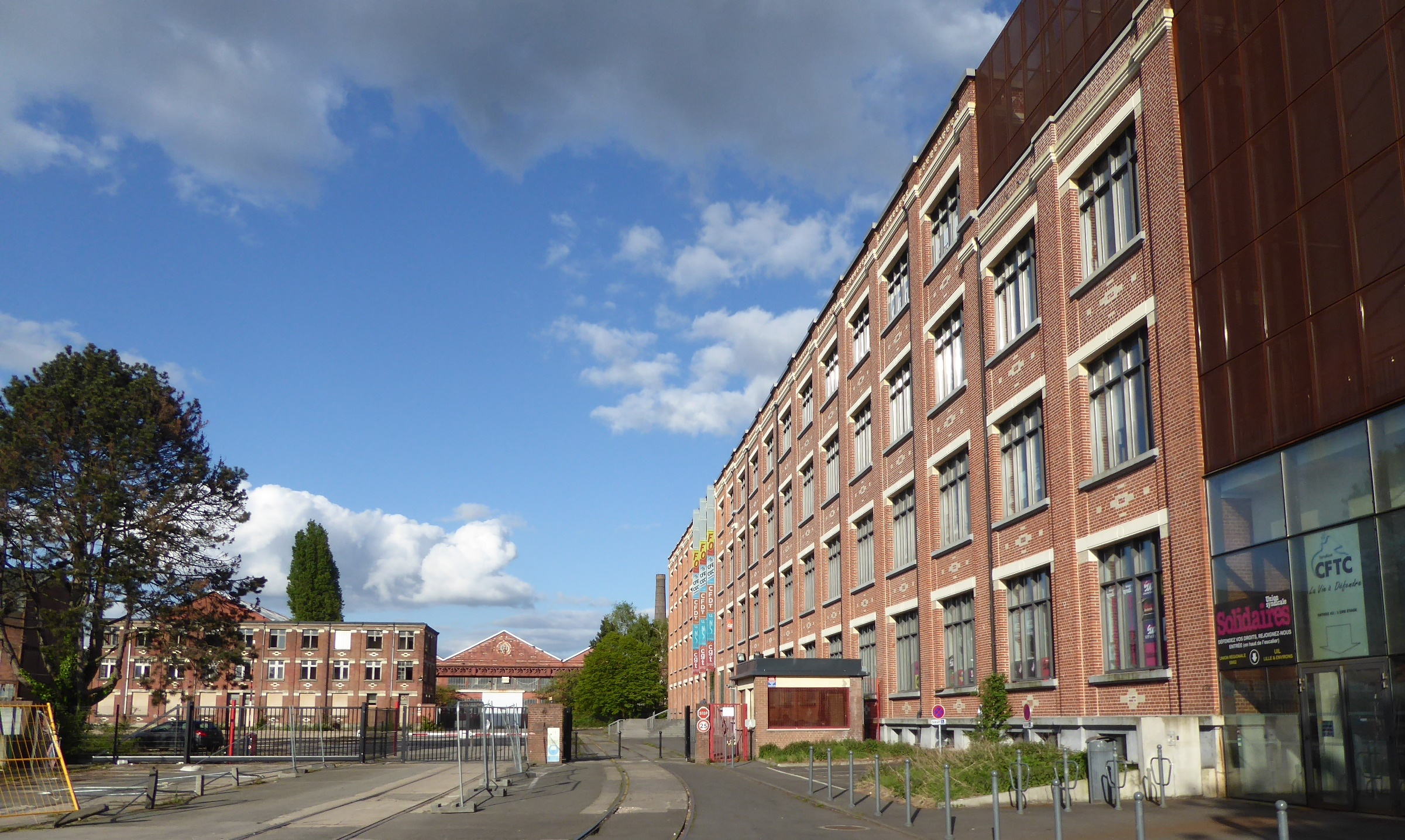
Entrée de l'ancienne usine de Fives. À droite les anciens bureaux. Nouvelle Bourse du travail

## Équipements culturels

### Monuments
La Demoiselle de Fives, une statue de Kenny Hunter représentant une femme, a été inaugurée sur la place Degeyter en 2007.

### Galerie d'art
La culture graphique est fortement représentée à Fives notamment par Lasécu, un espace d'art contemporain, installé dans les anciens locaux de la CPAM de Lille-Fives, par La Maison de la Photographie ou encore par le Labo 3g (galerie d'art).

### Théâtres et salles de spectacle
Le quartier est pourvu de différentes salles : le Théâtre Massenet (108 places), la Salle des fêtes de Lille-Fives (900 places) une salle municipale classée monuments historiques, ou encore la salle Alain Colas et sa salle de cinéma/spectacle (plus de 600 places assises).

### Musique
La salle de concert Le Splendid qui a repris les locaux d'un ancien cinéma.

### Centre sociaux
Plusieurs centres sociaux sont en activité dans le quartier, dont le centre social Roger Salengro (ancien Maire socialiste de Lille, né dans le quartier fivois au 19 rue Mirabeau le 30 mai 1890) équipement à vocation sociale, culturelle et sportive qui accueille tous les publics et le centre social mosaïque.